# Hesperinidae
Hesperinidae  (лат.) — небольшое реликтовое семейство двукрылых близкое к Pachyneuridae и Pleciidae.

## Описание
Небольшие (5—8 мм) тёмноокрашенные комары с длинными усиками и ногами. Ширина лба равна ширине глаза или шире его. Три простых глазка расположены на обособленных бугорках. Щупики часто длиннее головы. Субкостальная (Sc) жилка впадает в костальную (С) за серединой крыла. Личинки развиваются в толще мёртвой древесины лиственных пород. Имаго появляются рано весной. В течение года развивается одно поколение.

## Список видов
- род Hesperinus Walker, 1848
  - вид Hesperinus brevifrons Walker, 1848 — Северная Америка
  - вид Hesperinus conjugens Schiner, 1868 — Бразилия
  - вид Hesperinus cuspidistylus Hardy & Takahashi, 1960 — Япония
  - вид †Hesperinus electrus Skartveit 2009 — Балтийский янтарь, эоцен[2]
  - вид Hesperinus graecus Papp, 2010 — Греция[3]
  - вид †Hesperinus hyalopterus Skartveit 2009 — Балтийский янтарь, эоцен[2]
  - вид Hesperinus imbecillus (Loew, 1858) — Южная и Центральная Европа
  - вид †Hesperinus macroculatus Skartveit, 2009 — Балтийский янтарь, эоцен[2]
  - вид Hesperinus nigratus Okada, 1934 — Япония
  - вид Hesperinus ninae Papp & Krivosheina, 2010 — Северный Казказ, Красная Поляна[4]
  - вид Hesperinus rohdendorfi Krivosheina og Mamaev, 1967 — Восточная Сибирь и Дальний Восток

- Род Longicornia Hong, 2002
  - вид †Longicornia tenuis  Hong, 2002 — Китай, эоцен[2]